# Odontocyclas kokeilii
Odontocyclas kokeilii is een slakkensoort uit de familie van de Orculidae. De wetenschappelijke naam van de soort werd in 1837 voor het eerst geldig gepubliceerd in 1837 door Emil Adolf Roßmäßler. Het is de enige soort van het geslacht Odontocyclas.

## Kenmerken
Het kleine kegelvormige huisje heeft 7 tot 8 licht gebogen, langzaam oplopende windingen die van elkaar gescheiden zijn door een relatief diepe naad. Hij wordt 3 tot 4 mm hoog en 2,4 tot 2,5 mm breed. De embryonale windingen zijn zeer fijn gegranuleerd, de volgende windingen vertonen vage maar scherpe, schuine groeistrepen. De opperhuid is hoornkleurig, grijsgeel tot lichtbruin, matig dun en enigszins doorschijnend, het oppervlak is glanzend. De schelpen zijn echter meestal bedekt met klei of mest voor camouflage. 
De laatste winding stijgt naar de mond. De mond is afgerond tot ovaal. De mondrand is bijna doorlopend, omgeslagen en aan de binnenzijde voorzien van een vage, witachtige lip. Talloze tanden steken in de mond. De wand van de wand (nekgebied) vertoont twee grote tanden en meestal een angularis en een korte subangularis. Vier tanden worden gevormd in het gehemeltegebied ("palataal"). Daartussen kunnen extra tanden en lamellen worden gevormd. De tanden zijn beperkt tot de voorste rand van de snuit. De juveniele stadia hebben nog geen tanden in de mond ontwikkeld. De navel is open. Het zachte lichaam is licht blauwgrijs, het huisje wordt zeer rechtop gedragen.

### Vergelijkbare soorten
De schelp van de soort (en het geslacht) verschilt nauwelijks van die van Walklea rossmaessleri. Het is een beetje kleiner, de laatste winding is niet zo prominent en de omtrek is een beetje rechter. Het huisje heeft een open navel en mist de duidelijke radiale beeldhouwkunst.

## Geografische spreiding en leefgebied
Het verspreidingsgebied van deze soort (en het geslacht) strekt zich uit van Zuidoost-Oostenrijk en Noordoost-Italië via Slovenië en Kroatië tot Bosnië en Herzegovina. Het leeft op vochtige, schaduwrijke plaatsen, onder mos en bladeren, op muren en rotsen en is beperkt tot kalkrijke bodems.